# 일렉트릭 블루스
일렉트릭 블루스(Electric blues)는 전기 앰프를 사용하는 음악 악기를 이용해 연주하는 것을 말한다. 앰프를 이용한 첫번째 악기는 일렉트릭 기타일 것으로 추측하는 데, T-본 워커는 1930년대 후반, 그리고 존 리 후커와 머디 워터스가 1940년대에 사용하였다. 그들의 스타일은 웨스트 코스트 블루스, 디트로이트 블루스, 그리고 제2차 세계 대전 당시의 시카고 블루스에서 발전된 형태를 취하고 있는데, 이전의 어쿠스틱 스타일의 블루스와는 달랐다. 1950년대 초기, 리틀 월터는 블루스 하모니카 혹은 블루스 하프를 휴대용 마이크를 이용하여 소리를 기타 앰프로 보내 사용하였다. 그리고 조금 시간이 지난 1960년대 초, 일렉트릭 베이스가 기존의 베이스를 대체하기 시작한다. 훗날 일렉트릭 오르간과 특히 키보드는 일렉트릭 블루스에서 폭넓게 사용된다.

## 초기 지역별 스타일
블루스, 재즈등은 1930년대 후반에 앰프를 사용했을것으로 추측된다. 일렉트릭 블루스에서 유명한 사람이라고 하면 일반적으로 T-본 워커를 빼놓을수가 없다. 그는 텍사스에서 태어났지만 1930년대 중반에 로스앤젤레스로 이주하게 되고, 그는 블루스를 스윙 음악, 그리고 재즈를 결합해 오랫동안 그의 행보를 유지하게 된다. 제2차 세계 대전이후, 일렉트릭 블루스 음악은 광범위하게 이주한 아프리카계 미국인들에 의해 시카고, 멤피스, 디트로이트, 세인트루이스, 웨스트코스트 등지의 미국 도시들로 퍼져나가게된다. 사람들에게 이 장르에 대한 자극을 처음으로 준 것은 시끄럽고, 난잡한 하우스 파티 (혹은 렌트 파티)에서 이루어졌다. 조그마한 공간에서 일렉트릭 블루스 밴드들은 모던한 것을 추구하였고, 이것은 규모가 큰 재즈 밴드들과 비교되었다. 일렉트릭 블루스 밴드의 초기엔 앰프를 통해 일렉트릭 기타, 더블 베이스 (후에 일렉트릭 베이스 기타로 바뀐다), 하모니카, 마이크를 PA 시스템, 혹은 앰프에 사용하여 소리를 증폭하였다.